# Mikhmoret
Michmoret (hebräisch מִכְמֹרֶת Fischernetz) ist ein Moschav im Zentrum von Israel. Es liegt an der Mittelmeerküste, etwa neun Kilometer nördlich von Netanja und untersteht dem Regionalverband ʿEmeq Chefer.
Der Moschav wurde 1945 von demobilisierten Soldaten der britischen Armee gegründet und erhielt den Namen Michmoret (Fischernetz), da viele der Gründer Fischer waren.
Der Moschav breitete sich auch auf das Land des entvölkerten palästinensischen Dorfes ʿArab al-Nufayʿat aus, dessen Bewohner auf Anordnung der Hagana vom 10. April 1948 vertrieben wurden, etwa einen Monat vor dem Krieg um Israels Unabhängigkeit.
Im Jahr 2012 wurde Michmoret Beach als einer der besten Strände in Israel genannt.
Die israelische Natur- und Parkbehörde hat in Moschav Michmoret das Rettungs- und Rehabilitationszentrum für Meeresschildkröten eingerichtet.